# フィジカルインターネット

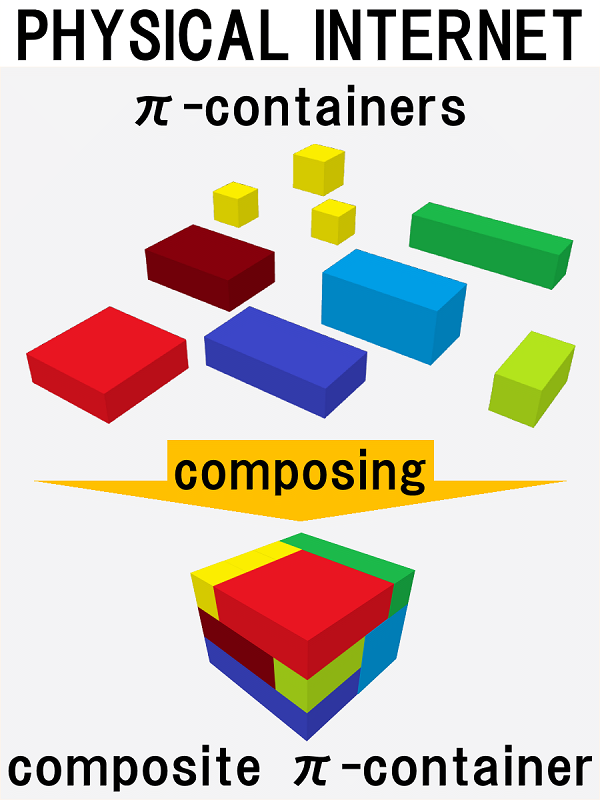
標準化されたPI(π)コンテナ

フィジカルインターネット（英語:Physical Internet、PI）とは、インターネットのパケット交換の考え方を物流プロセスに適応させ、デジタル技術を活用して物流の可視化、効率化などを図ることを指す。

## 概要
フィジカルインターネットは、持続可能な生態系を可能にする物流産業であり、地球温暖化など主要な目的（保健、エネルギー、成長・雇用、イノベーション、不平等、都市、生産・消費、気候変動）を達成するための中核的な戦略となっている。フィジカルインターネットのコンセプトに近い取組として共同配送、共同倉庫の運用を行うベンダー・マネージド・インベントリー（VMI）による効率化も実現している。
フィジカルインターネットの導入により、トラック、倉庫の空き状況、在庫管理、配送の時間短縮。PI(π)コンテナによる荷物サイズの標準化により積載効率の最適化。コンテナや荷物にRFIDやセンサーを搭載して荷物の位置や状態（温度、湿度など）をリアルタイムに管理。RFIDにより収集、蓄積した物流データを、事業者や荷主などが共同利用することにより物流のさらなる効率化が期待されている。

## 基本的3要素

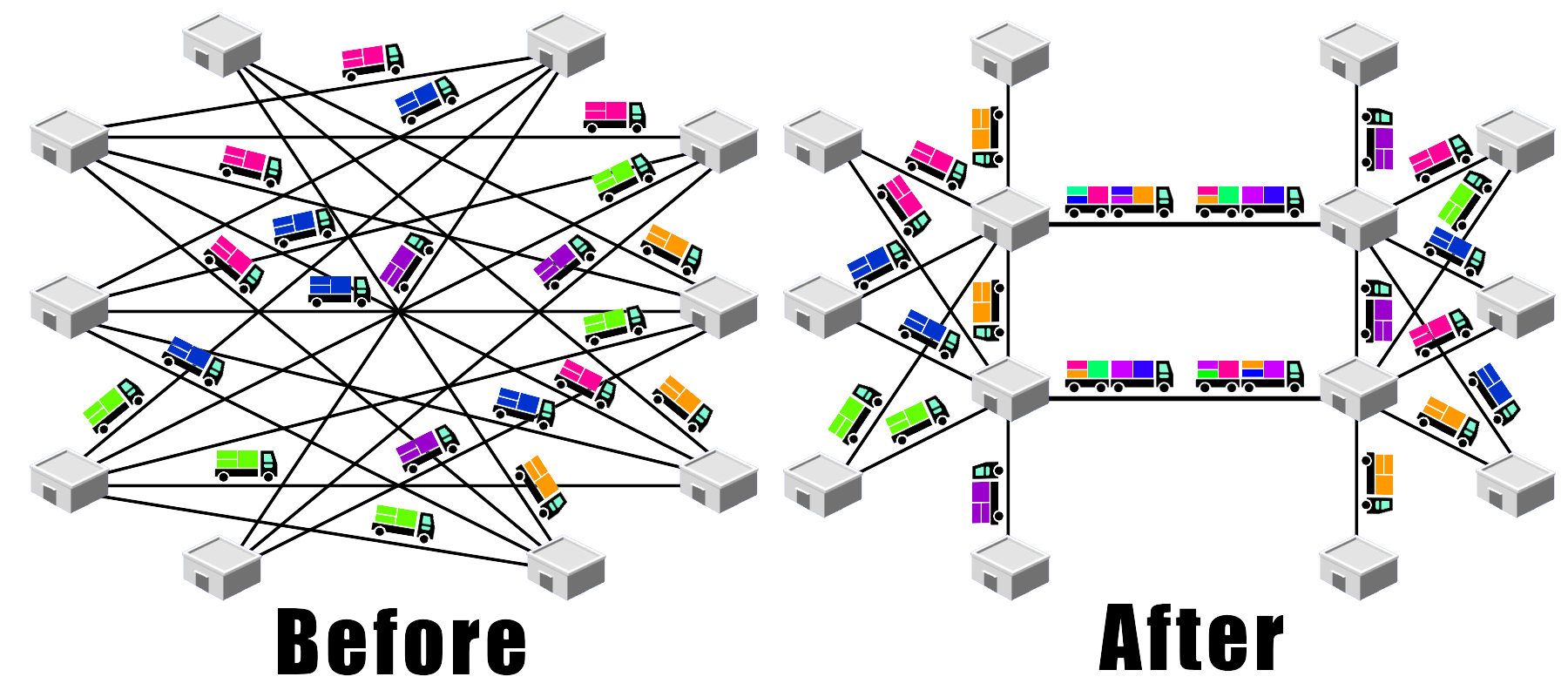
パケット交換の仕組みを共同配送にしたイメージ（規格化されたPI(π)コンテナにより混載、積替えが容易になる）

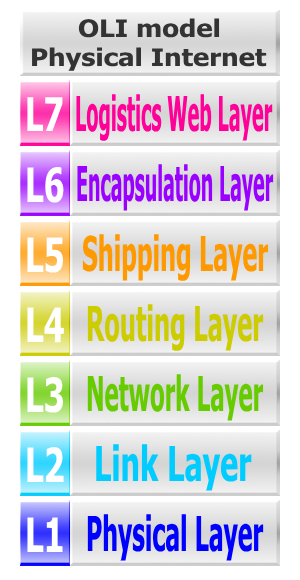
オープンロジスティクス相互接続モデル

### コンテナ
標準化されたモジュラーボックス（輸送容器）を指す。大型の輸送コンテナではなく、パレットや通函（通い箱）などで利用される輸送ユニット。従来のコンテナと区別するためにPI(π)コンテナという呼称がつけられている。荷物の混載や積替効率など容易性が確保されている必要がある。
- コンテナの開発
  - ドイツカールスルーエにあるPTVグループ（英語版）のマルセル・フッシュベックとロジスティクス研究チームは、6種類の異なるサイズのモジュラーボックスを使用することにより、貨物のサイズの約85％をカバーできることを発見した。このモジュラーボックスにより、メーカーはケースやパレットの充填率が15％向上、小売店は最大50％向上しコスト削減につながる可能性がある[4]。

### ハブ
ハブは、コンテナの物流結節点となる中心的な機能を指す。規格化されたコンテナの使用を前提とし、自動化されたマテリアルハンドリング機器を使用して、効率的に様々な商品の積替、運搬を行う。

### プロトコル
プロトコル（輸送規約）は、物流機能、物流リソースを利用して荷物の情報を連携する運用上の取り決め。
コンピュータネットワークで利用されるOSI参照モデルのレイヤー構成を参考に輸送規約を定める。
- オープンロジスティクス相互接続モデル（Open Logistics Interconnection Model）
  - 物流業者間で情報を共有し、物流プロセスをシームレスに統合するための標準規格。標準化されたインターフェースを通じて相互に接続されリアルタイムで情報を交換することが可能になる。

## 歴史
- 2006年、アメリカジョージア工科大学教授のブノワ・モントルイユによって提唱された[5][6]。

- 2010年、モントルイユら欧米の研究者によって初期論文が発表された[7]。

- 2011年、カナダのラヴァル大学でフィジカルインターネットイニシアチブが組織された[8]。

- 2013年、ALICE設立[7]。

- 2014年、国際フィジカルインターネット会議[7]。

- 2015年、ジョージア工科大PIセンター設立[7]。

- 2016年、パリ国立高等鉱業学校PIセンター設立[7]。

- 2020年、ALICE PIロードマップ策定[7]。

- 2021年、IPIC、PIシンポジウム[7]。

## ロードマップ
- 2040年までに、経済産業省と国土交通省はフィジカルインターネットの実現を目指しており、完成後は、11.9 - 17.8兆円の経済効果が期待できると見込んでいる[9]。

- 2050年には、ゼロ・エミッションの実現により、温室効果ガスの排出量を実質ゼロとするカーボンニュートラルにも貢献すると考えている[9]。